# روبرت هوفانيسيان
روبرت هوفهانيسيان (بالأرمينية: Ռոբերտ Հովհաննիսյան) لاعب شطرنج وأستاذ كبير (2010) أرمني من مواليد 23 مارس 1991. فاز ببطولة الشطرنج الأرمنية 71 في عام 2011  وكان عضوًا في الفريق الأرمني الذي فاز بالميدالية الذهبية في بطولة العالم للشطرنج في نينغبو سنة 2011.
في أغسطس 2011 ، تعادل هوفهانيسيان للمركز الأول مع داريوش سويرتز في بطولة العالم للشطرنج في تشيناي ، إلا أنه احتل المركز الثاني في الأخير. في يناير 2012 ، احتل المركز الثاني في بطولة الشطرنج الأرمنية الثانية والسبعين. في عام 2013 ، فاز بنصب كارين آسرينا التذكاري السادس في جيرموك.
في عام 2015 هزم هوفهانيسيان أمام اليكسي شيوروف، ليحتل المركز الثاني في دوري جامعة ريجا التقنية الخامسة في ريغا.

## روابط خارجية
- روبرت هوفانيسيان على موقع الاتحاد الدولي للشطرنج (الإنجليزية)
- روبرت هوفانيسيان على موقع مباريات الشطرنج (الإنجليزية)
- روبرت هوفانيسيان على موقع 365Chess.com (الإنجليزية)
- روبرت هوفانيسيان على موقع Chesstempo.com (الإنجليزية)